# Zille (Bootstyp)

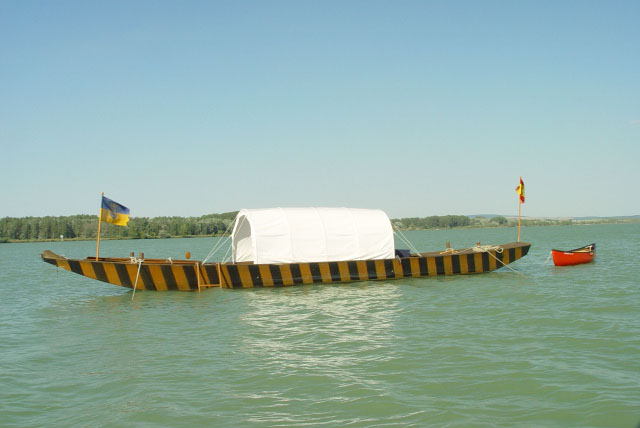
Fischerzille von 1982 mit 10 m Länge

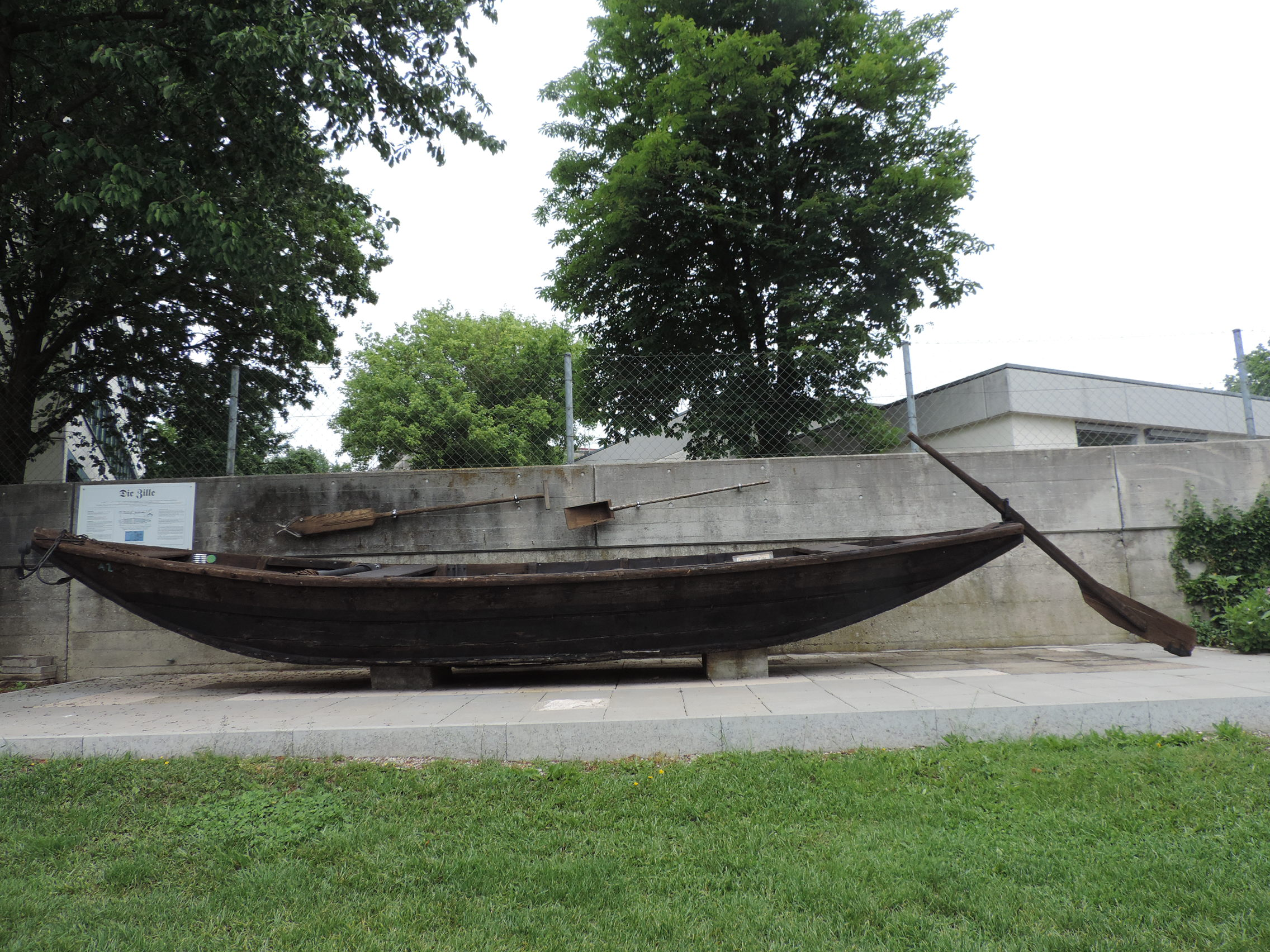
Zille am Donauhafen Donauwörth

Der Begriff Zille bezeichnet eine Familie von flachbodigen Wasserfahrzeugen, die bis heute im deutschen und österreichischen Donauraum anzutreffen ist. Sie gehört zur Gruppe der Kaffenkähne, die sich durch die spitz zusammenlaufenden Rumpfenden auszeichnen. Von ähnlicher Bauart in anderen Gegenden sind der Weidling und der Tübinger Stocherkahn.

## Bootsbeschreibung
Zillen sind einfach konstruierte, zwischen 5 und 30 m lange Boote. Kleinere Zillen waren grundsätzlich ungedeckt, die größeren Zillen zum Fracht- oder Passagiertransport verfügten über hausähnliche Aufbauten mittschiffs. Zillen haben einen flachen Boden und gerade Seitenwände, die vorne zumeist spitz zulaufen. Je nach Zillentyp läuft auch das Heck entweder spitz zu, ist breit oder (seit einigen Jahrzehnten) sogar als Spiegel für den Motorbetrieb angelegt. Die Zille liegt mit geringem Tiefgang im Wasser und ist relativ kippstabil. Kleine Zillen werden mit sogenannten „Stechrudern“, Paddeln mit einer gegabelten Eisenspitze, gelenkt und angetrieben. Große Zillen verfügten vorn und achtern über längs der Fahrtrichtung angebrachte lange Ruderbäume sowie seitlich über sogenannte „Nauzüge“, die vor allem beim An- und Ablegen gebraucht wurden. Historische Frachtzillen wurden darüber hinaus meist getreidelt oder gesegelt.
Die Länge heutiger Zillen übersteigt nur selten 10 m, im 19. Jahrhundert waren die Frachtzillen nicht selten über 30 m lang. Zur großen Familie der Zillen gehören schlanke Boote mit spitzem Bug und Heck ebenso wie kleine „Schugge“ mit breiten Schiffsenden oder „Stockzillen“ mit einer stevenähnlichen Bug-Konstruktion und einem ausladenden Heck, das durch einen Balken, den „liegenden Stock“, geschlossen wird. Insbesondere für achtern breiter gebaute Fahrzeuge findet sich auch der Name Plätte; auch diese Fahrzeuge gehören der Familie der Zillen an.

## Geschichte

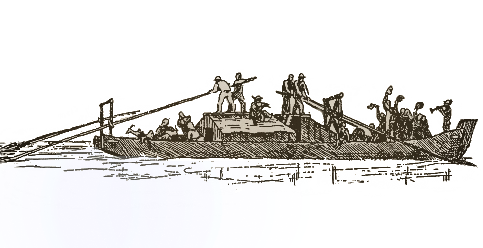
Historische Darstellung einer Ulmer Schachtel

Schnitt einer Moldau-Zille um 1900

Während die Boote anfangs maximal 22 m lang und 3 m breit waren, vergrößerten sich ihre Maße mit der Zeit. Gegen Ende des 19. Jahrhunderts erreichten sie Größen von bis zu 30 m Länge und 7,5 m Breite. Die Bordwand dieser Boote hatte eine Höhe von etwa 1,5 m. Mittig auf dem Schiff befand sich eine größere Holzhütte. Bei Warentransporten lagerte hier das Handelsgut; bei Auswanderungen war dies der Wetterschutz der Passagiere. Zillen wurden in großen Bereichen des Donauraums eingesetzt. Auch die bekannte Ulmer Schachtel ist vom Bootstyp her eine Zille. Die bis Wien fahrplanmäßig verkehrenden Wasserfahrzeuge waren meist in den Stadtfarben, einem schwarz-weißen Streifenmuster, bemalt.
Eine böhmische Variante wurde an der Moldau gebaut und ebenfalls meist als Einwegschiff mit Fracht über die Elbe bis in die Märkischen Gebiete gefahren. Das 1984 gehobene Wrack eines solchen Fahrzeugs steht heute in der ständigen Schifffahrt-Ausstellung des Deutschen Technikmuseums Berlin.
Anfang des 19. Jahrhunderts diente der Bootstyp der Ulmer Schachtel deutschen Auswanderern als Verkehrsmittel, um in die Länder des südöstlichen Europas zu gelangen. Sie schifften sich in Deutschland ein und fuhren die Donau abwärts in Richtung Schwarzes Meer.

## Heute

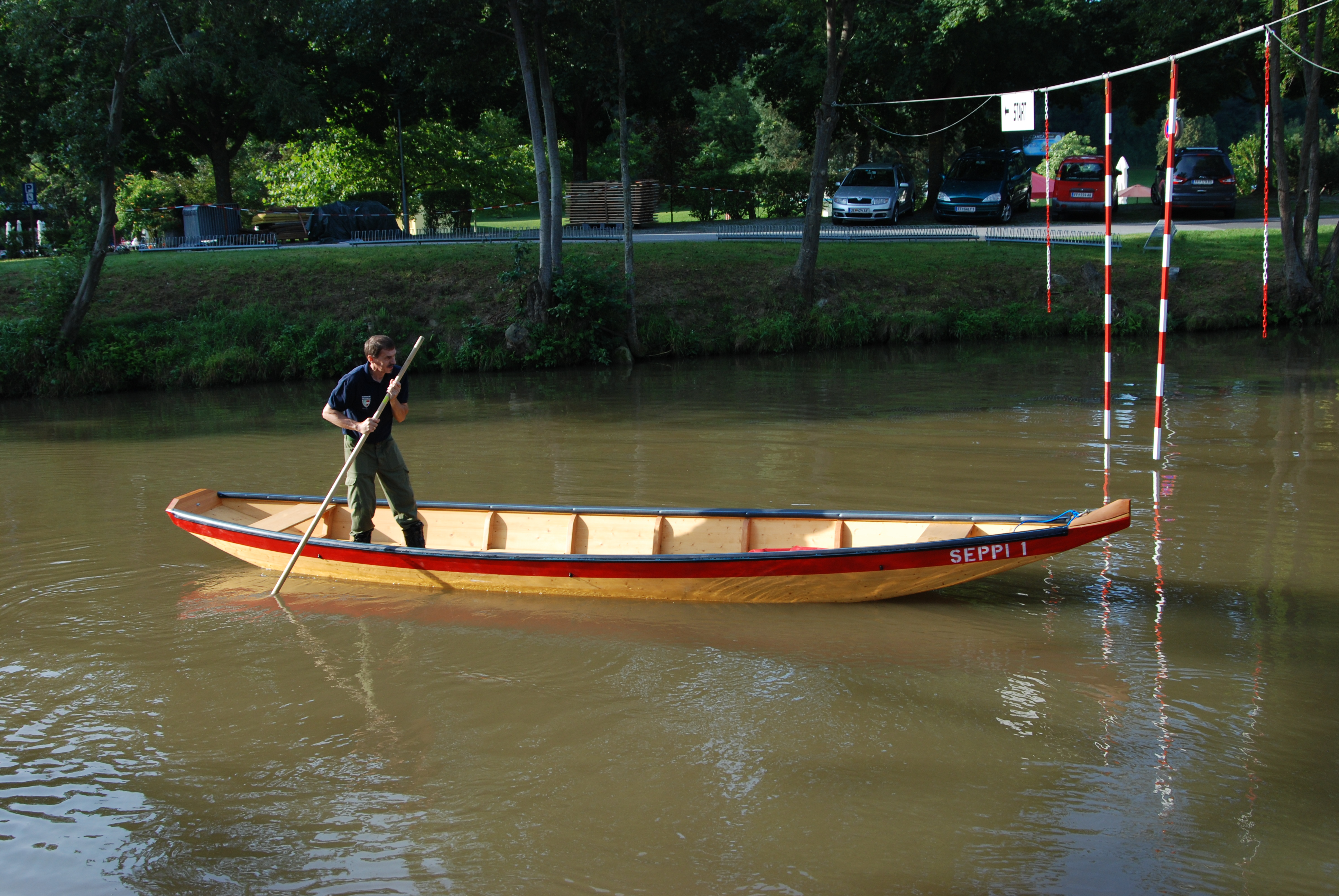
Feuerwehrzille

Der Bootstyp der Zille wird auch heute noch als Arbeits-, Fischer- und Freizeitboot eingesetzt. Nach wie vor werden sie aus Nadelhölzern gebaut, hauptsächlich Lärche und Fichte. Produktionsstätten gibt es vor allem an der oberösterreichischen Donau bei Engelhartszell. Am linken Flussufer bestehen zwei Familienbetriebe, die das Schiffbauer-Handwerk bereits über mehrere Jahrhunderte betreiben. Die hier hergestellten Baugrößen liegen um 4 bis 12 Meter Schiffslänge, in Ausnahmefällen jedoch weit darüber. Es werden einige fixe Zillen-Typen angeboten, wie etwa die Feuerwehrzillen mit genormten Abmessungen (7 m × 0,9–1,2 m, Tragfähigkeit bis zu 600 kg). Alle übrigen Zillen sind Sonderanfertigungen und für den jeweiligen Einsatzzweck maßgeschneidert. In dieser Flexibilität liegt noch heute die Stärke dieses Bootstyps. Bedingt durch die einfache Bauart herrscht, verglichen mit neuzeitlichen Konstruktionen, ein sehr günstiges Preis-Leistungs-Verhältnis vor. Die sprichwörtliche Robustheit der Zillen bietet gute Chancen für den Weiterbestand dieser traditionellen Wasserfahrzeuge. Von regionaler Bedeutung sind die alljährlichen Zillensportmeisterschaften.
Der Einsatzbereich von Zillen ist ebenso breit gefächert wie ihre Konstruktion: Zillen wurden und werden vor allem zur Fischerei, als Arbeitsboote im Wasserbau oder als Einsatz- und Rettungsfahrzeuge an Fährstellen und im Dienste der Feuerwehren genutzt. Ihr traditioneller Einsatzbereich umfasst vor allem auch den Waren- und Personentransport. Daneben wurden Zillen als Wagen- wie Personenfähren und bei der Kies- und Sandgewinnung genutzt.
Beim Ulmer Fischerstechen werden Zillen gefahren.

## Weitere Zillen

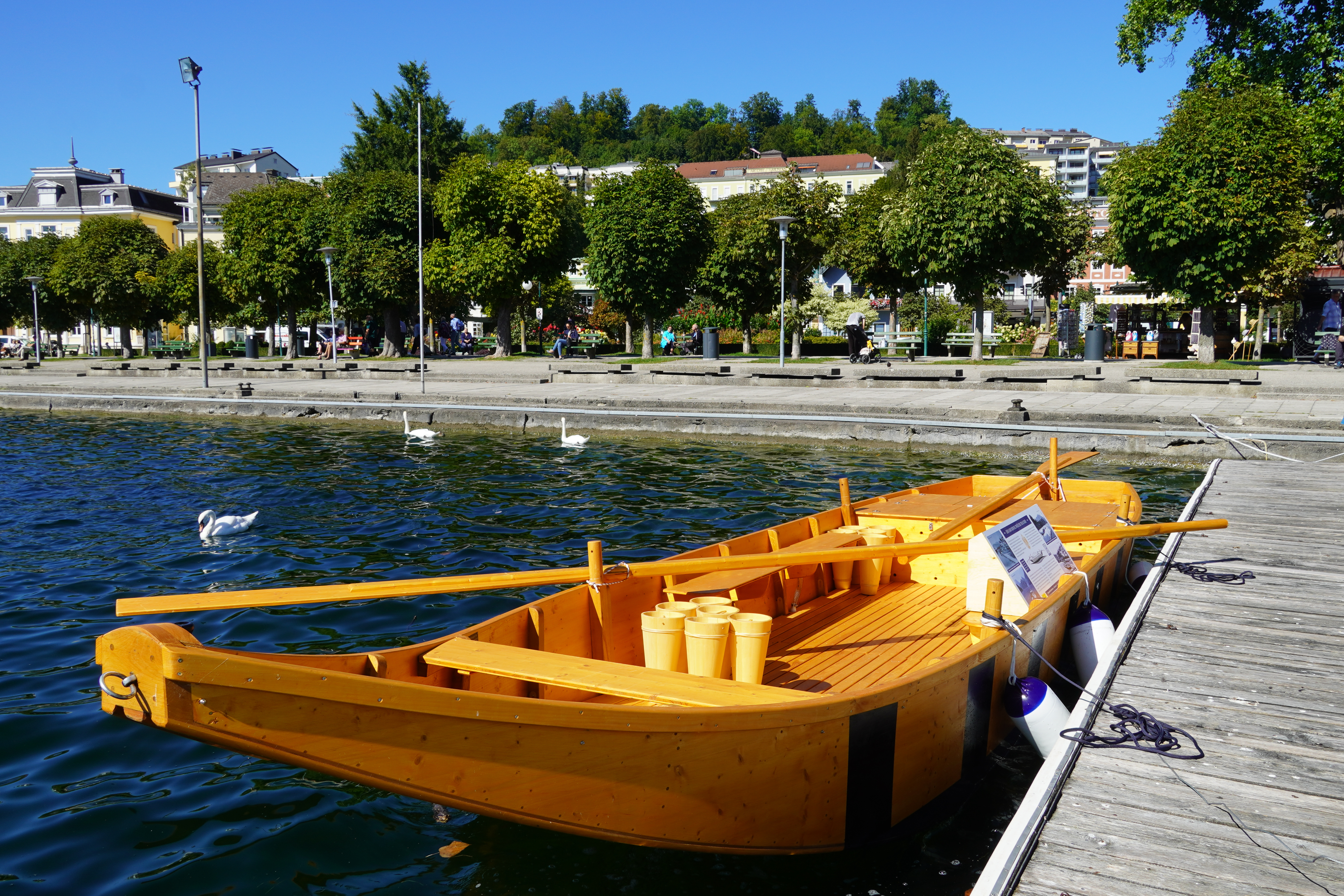
Der Gmundner Zwölfer Trauner (Nachbau nach Vorbildern aus dem 16. Jh.) ist eine Salz-Zille. Dieser Zillentyp wurde für den Transport des Salzes über den Traunsee verwendet.

Die Liste nennt weitere Zillen und ihre Tragfähigkeit:
- Große Arzzille (Arbzille) von 3000 bis 4000 Zentner
- Kleine Arzzille von 2.000 Zentner
- Passauer und Wachauer Kelheimer 3000 bis 3500 Zentner
- Große Klotzzille von 2000 bis 3000 Zentner
- Kleine Klotzzille von 1500 Zentner
- Wachauer Gams von 2000 bis 2500 Zentner
- Siebnerin in drei Größen:
  - von 800 bis 900 Zentner
  - von 500 bis 700 Zentner
  - von 400 bis 600 Zentner
- Sechserin in drei Größen:
  - von 600 bis 700 Zentner
  - von 400 bis 700 Zentner
  - von 500 bis 700 Zentner
  - kleinste Gattung von 300 bis 600 Zentner
- Seenursch in drei Größen:
  - von 500 bis 800 Zentner
  - von 400 bis 700 Zentner
  - Kleinste Gattung von 300 bis 600 Zentner
- Oberbergerin von 600 bis 900 Zentner
- Schwabenzille von 300 850 Zentner
- Rosszille von 500 bis 800 Zentner
- Gemeindestättzille von 500 bis 800 Zentner
- Neunerzille von 300 bis 850 Zentner
- Waidhofner oder Waldzille von 200 bis 500 Zentner
- Hallasch von 300 bis 400 Zentner
- Fischerzille von 300 bis 400 Zentner kleine Zillen
- Nursch und die Waidzillen bis zu 180 Zentner